# Helen Townsend
Helen Townsend (nasceu em 16 de agosto de 1969  ) é uma professora de ensino médio da Nova Zelândia e jogadora olímpica de softbol de Christchurch .
Townsend nasceu em Christchurch e começou a jogar softbol aos 14 anos.  Ela representou a Nova Zelândia no softball na equipe sub-19 da Nova Zelândia em seu último ano na Burnside High School, que frequentou de 1983 a 1987.  Por dez anos a partir de 1990, ela jogou na equipe feminina sênior e representou a Nova Zelândia no campeonato mundial sênior em 1994 e 1998.  A equipe ficou de fora da qualificação para as Olimpíadas de 1996, mas alcançaram as Olimpíadas de 2000 em Sydney, onde ficaram em quinto lugar .  Ela jogou na Itália por um ano e depois no Canadá por um ano,  e se aposentou do softbol após as Olimpíadas de 2000. 
Townsend formou-se na Universidade de Otago com um Bacharelado em Educação Física e, depois de jogar softbol no Canadá, foi nomeada professora de educação física em tempo integral em sua antiga escola, Burnside High.  Depois das Olimpíadas, ela foi analista de vídeo para a seleção masculina de softbol da Nova Zelândia  e, enquanto desempenhava essa função, os homens defenderam seu título de campeão mundial .   Ela permaneceu como analista de vídeo para a equipe masculina até 2009, quando foi introduzida no Hall da Fama do Softbol da Nova Zelândia, junto com outros três.  

## Links externos
- Townsend jogando pela Austrália em 2000

Predefinição:2000 New Zealand Olympic team